# Australia en la Copa Mundial de Fútbol de 1974
La Selección de Australia fue uno de los 16 países participantes que disputó la Copa Mundial de Fútbol de 1974, que se realizó en Alemania. 

## Clasificación
Para clasificar al Mundial, Australia comenzó su camino en la eliminatoria conjunta con Asia en la Zona B, donde superó a Irán en la definición para avanzar a la final por el cupo mundialista.

### Zona B / Grupo 2
| Equipo        | Pts | PJ | PG | PE | PP | GF | GC | Dif |
| ------------- | --- | -- | -- | -- | -- | -- | -- | --- |
| Australia     | 9   | 6  | 3  | 3  | 0  | 15 | 6  | 9   |
| Irak          | 8   | 6  | 3  | 2  | 1  | 11 | 6  | 5   |
| Indonesia     | 4   | 6  | 1  | 2  | 3  | 6  | 13 | -7  |
| Nueva Zelanda | 3   | 6  | 0  | 3  | 3  | 5  | 12 | -7  |

| Fecha               | Lugar                 |               |  | Resultado |  |               |
| ------------------- | --------------------- | ------------- |  | --------- |  | ------------- |
| 4 de marzo de 1973  | Auckland              | Nueva Zelanda |  | 1:1       |  | Australia     |
| 11 de marzo de 1973 | Sídney                | Australia     |  | 3:1       |  | Irak          |
| 13 de marzo de 1973 | Sídney                | Australia     |  | 2:1       |  | Indonesia     |
| 16 de marzo de 1973 | Sídney                | Australia     |  | 3:3       |  | Nueva Zelanda |
| 18 de marzo de 1973 | Melbourne (Australia) | Irak          |  | 0:0       |  | Australia     |
| 21 de marzo de 1973 | Sídney (Australia)    | Irak          |  | 3:2       |  | Indonesia     |
| 24 de marzo de 1973 | Sídney (Australia)    | Indonesia     |  | 0:6       |  | Australia     |

#### Zona B / Final
| Fecha                | Lugar   |           |  | Resultado |  |           |
| -------------------- | ------- | --------- |  | --------- |  | --------- |
| 4 de agosto de 1973  | Sídney  | Australia |  | 3:0       |  | Irán      |
| 24 de agosto de 1973 | Teherán | Irán      |  | 2:0       |  | Australia |

### Final
Australia se enfrentó con Corea del Sur por el único cupo al Mundial para la clasificación de Asia y Oceanía. Ambos empataron en los partidos de ida y vuelta por lo que se la serie se definió en un partido extra.
| Fecha                   | Lugar     |               |  | Resultado |  |               |
| ----------------------- | --------- | ------------- |  | --------- |  | ------------- |
| 28 de octubre de 1973   | Sídney    | Australia     |  | 0:0       |  | Corea del Sur |
| 10 de noviembre de 1973 | Seúl      | Corea del Sur |  | 2:2       |  | Australia     |
| Partido de desempate    |           |               |  |           |  |               |
| 13 de noviembre de 1973 | Hong Kong | Australia     |  | 1:0       |  | Corea del Sur |

## Jugadores
Datos corresponden a situación previo al inicio del torneo
| #     | Nombre              |  | Posición       | Edad | PJ Sel | Club                  |
| ----- | ------------------- |  | -------------- | ---- | ------ | --------------------- |
| 1     | Jack Reilly         |  | Portero        | 28   | 15     | Hakoah Melbourne      |
| 2     | Doug Utjesenovic    |  | Defensa        | 27   | 19     | St George Sydney      |
| 3     | Peter Wilson        |  | Defensa        | 26   | 34     | Safeway United        |
| 4     | Manfred Schaefer †  |  | Defensa        | 31   | 49     | St George Sydney      |
| 5     | Colin Curran        |  | Defensa        | 26   | 13     | Western Suburbs (NSW) |
| 6     | Ray Richards        |  | Centrocampista | 28   | 31     | Marconi Fairfield     |
| 7     | Jimmy Rooney        |  | Centrocampista | 28   | 20     | APIA Leichhardt       |
| 8     | Jimmy Mackay †      |  | Centrocampista | 30   | 30     | Hakoah Sydney         |
| 9     | Johnny Warren †     |  | Centrocampista | 31   | 44     | St George Sydney      |
| 10    | Gary Manuel         |  | Delantero      | 24   | 4      | Pan Hellenic          |
| 11    | Attila Abonyi †     |  | Delantero      | 27   | 39     | St George Sydney      |
| 12    | Adrian Alston       |  | Delantero      | 25   | 34     | Safeway United        |
| 13    | Peter Ollerton      |  | Centrocampista | 23   | 4      | APIA Leichhardt       |
| 14    | Max Tolson          |  | Centrocampista | 28   | 16     | Safeway United        |
| 15    | Harry Williams      |  | Defensa        | 23   | 3      | St George Sydney      |
| 16    | Ivo Rudic †         |  | Defensa        | 32   | 8      | Pan Hellenic          |
| 17    | Dave Harding        |  | Defensa        | 27   | 1      | Pan Hellenic          |
| 18    | Johnny Watkiss      |  | Centrocampista | 33   | 23     | Hakoah Sydney         |
| 19    | Ernie Campbell      |  | Centrocampista | 24   | 8      | Marconi Fairfield     |
| 20    | Branko Buljevic     |  | Delantero      | 26   | 19     | Footscray JUST        |
| 21    | Jim Milisavljevic † |  | Portero        | 23   | 0      | Footscray JUST        |
| 22    | Allan Maher         |  | Portero        | 23   | 0      | Sutherland Shire      |
| D. T. | Ralé Rašić †        |  |                |      |        |                       |

## Participación

### Grupo 1
| Equipo               | Pts | PJ | PG | PE | PP | GF | GC | Dif |
| -------------------- | --- | -- | -- | -- | -- | -- | -- | --- |
| Alemania Democrática | 5   | 3  | 2  | 1  | 0  | 4  | 1  | 3   |
| Alemania Federal     | 4   | 3  | 2  | 0  | 1  | 4  | 1  | 3   |
| Chile                | 2   | 3  | 0  | 2  | 1  | 1  | 2  | -1  |
| Australia            | 1   | 3  | 0  | 1  | 2  | 0  | 5  | -5  |

#### Contra Alemania Democrática
| 14 de junio de 1974, 19:30 | Alemania Democrática            | 2:0 (0:0) | Australia | Volksparkstadion, Hamburgo                                           |                                                                      |
|                            | Curran 58' (a.g.) · Streich 72' | Reporte   |           | Asistencia: 10.000 espectadores Árbitro(s): Youssou Ndiaye (Senegal) | Asistencia: 10.000 espectadores Árbitro(s): Youssou Ndiaye (Senegal) |

| 1  | PO | Jürgen Croy       |     |
| 3  | DF | Bernd Bransch     |     |
| 4  | DF | Konrad Weise      |     |
| 12 | DF | Siegmar Wätzlich  |     |
| 18 | DF | Gerd Kische       |     |
| 7  | MC | Jürgen Pommerenke |     |
| 14 | MC | Jürgen Sparwasser |     |
| 16 | MC | Harald Irmscher   |     |
| 8  | DE | Wolfram Löwe      | 55' |
| 11 | DE | Joachim Streich   |     |
| 15 | DE | Eberhard Vogel    |     |
| DT | DT | Georg Buschner    |     |

| 1  | PO | Jack Reilly      |
| 2  | DF | Doug Utjesenovic |
| 3  | DF | Peter Wilson     |
| 4  | DF | Manfred Schäfer  |
| 5  | DF | Colin Curran     |
| 6  | MC | Ray Richards     |
| 7  | MC | Jimmy Rooney     |
| 8  | MC | Jimmy Mackay     |
| 9  | MC | Johnny Warren    |
| 12 | DE | Adrian Alston    |
| 20 | DE | Branko Buljevic  |
| DT | DT | Rale Rasic       |

| 20 | DE | Martin Hoffmann | 55' |

| Anotado · Autogol | 58' | Colin Curran    |
| Anotado           | 72' | Joachim Streich |

| Amonestado | 32' | Siegmar Wätzlich |
| Amonestado | 58' | Eberhard Vogel   |
| Amonestado | 61' | Gerd Kische      |

| Árbitro             | Youssou N'Diaye      |
| Árbitros asistentes | Pablo Sánchez Ibáñez |
| Árbitros asistentes | Omar Delgado         |

| 1  | PO | Jürgen Croy       |     |
| 3  | DF | Bernd Bransch     |     |
| 4  | DF | Konrad Weise      |     |
| 12 | DF | Siegmar Wätzlich  |     |
| 18 | DF | Gerd Kische       |     |
| 7  | MC | Jürgen Pommerenke |     |
| 14 | MC | Jürgen Sparwasser |     |
| 16 | MC | Harald Irmscher   |     |
| 8  | DE | Wolfram Löwe      | 55' |
| 11 | DE | Joachim Streich   |     |
| 15 | DE | Eberhard Vogel    |     |
| DT | DT | Georg Buschner    |     |

| 1  | PO | Jack Reilly      |
| 2  | DF | Doug Utjesenovic |
| 3  | DF | Peter Wilson     |
| 4  | DF | Manfred Schäfer  |
| 5  | DF | Colin Curran     |
| 6  | MC | Ray Richards     |
| 7  | MC | Jimmy Rooney     |
| 8  | MC | Jimmy Mackay     |
| 9  | MC | Johnny Warren    |
| 12 | DE | Adrian Alston    |
| 20 | DE | Branko Buljevic  |
| DT | DT | Rale Rasic       |

| 20 | DE | Martin Hoffmann | 55' |

| Anotado · Autogol | 58' | Colin Curran    |
| Anotado           | 72' | Joachim Streich |

| Amonestado | 32' | Siegmar Wätzlich |
| Amonestado | 58' | Eberhard Vogel   |
| Amonestado | 61' | Gerd Kische      |

| Árbitro             | Youssou N'Diaye      |
| Árbitros asistentes | Pablo Sánchez Ibáñez |
| Árbitros asistentes | Omar Delgado         |

#### Contra Alemania Federal
| 18 de junio de 1974, 16:30 | Australia | 0:3 (0:2) | Alemania Federal                        | Volksparkstadion, Hamburgo                                         |                                                                    |
|                            |           | Reporte   | Overath 12' · Cullmann 34' · Müller 53' | Asistencia: 35.000 espectadores Árbitro(s): Mostafa Kamel (Egipto) | Asistencia: 35.000 espectadores Árbitro(s): Mostafa Kamel (Egipto) |

| 1  | PO | Jack Reilly      |     |
| 2  | DF | Doug Utjesenovic |     |
| 3  | DF | Peter Wilson     |     |
| 4  | DF | Manfred Schäfer  |     |
| 5  | DF | Colin Curran     |     |
| 6  | MC | Ray Richards     |     |
| 7  | MC | Jimmy Rooney     |     |
| 8  | MC | Jimmy Mackay     |     |
| 12 | DE | Adrian Alston    |     |
| 19 | DE | Ernie Campbell   | 45' |
| 20 | DE | Branko Buljevic  | 61' |
| DT | DT | Rale Rasic       |     |

| 1  | PO | Sepp Maier          |     |
| 2  | DF | Berti Vogts         |     |
| 3  | DF | Paul Breitner       |     |
| 4  | DF | Georg Schwarzenbeck |     |
| 5  | DF | Franz Beckenbauer   |     |
| 8  | DF | Bernhard Cullmann   | 67' |
| 12 | MC | Wolfgang Overath    |     |
| 14 | MC | Uli Hoeneß          |     |
| 9  | DE | Jürgen Grabowski    |     |
| 11 | DE | Jupp Heynckes       | 46' |
| 13 | DE | Gerd Müller         |     |
| DT | DT | Helmut Schön        |     |

| 11 | DE | Attila Abonyi  | 45' |
| 13 | DE | Peter Ollerton | 61' |

| 17 | DE | Bernd Hölzenbein | 46' |
| 7  | DF | Herbert Wimmer   | 67' |

| Anotado | 12' | Wolfgang Overath  |
| Anotado | 34' | Bernhard Cullmann |
| Anotado | 53' | Gerd Müller       |

| Amonestado | 56' | Jimmy Mackay |

| Árbitro             | Mahmoud Mustafa Kamel      |
| Árbitros asistentes | Alfonso González Archundia |
| Árbitros asistentes | Edison Pérez Núñez         |

| 1  | PO | Jack Reilly      |     |
| 2  | DF | Doug Utjesenovic |     |
| 3  | DF | Peter Wilson     |     |
| 4  | DF | Manfred Schäfer  |     |
| 5  | DF | Colin Curran     |     |
| 6  | MC | Ray Richards     |     |
| 7  | MC | Jimmy Rooney     |     |
| 8  | MC | Jimmy Mackay     |     |
| 12 | DE | Adrian Alston    |     |
| 19 | DE | Ernie Campbell   | 45' |
| 20 | DE | Branko Buljevic  | 61' |
| DT | DT | Rale Rasic       |     |

| 1  | PO | Sepp Maier          |     |
| 2  | DF | Berti Vogts         |     |
| 3  | DF | Paul Breitner       |     |
| 4  | DF | Georg Schwarzenbeck |     |
| 5  | DF | Franz Beckenbauer   |     |
| 8  | DF | Bernhard Cullmann   | 67' |
| 12 | MC | Wolfgang Overath    |     |
| 14 | MC | Uli Hoeneß          |     |
| 9  | DE | Jürgen Grabowski    |     |
| 11 | DE | Jupp Heynckes       | 46' |
| 13 | DE | Gerd Müller         |     |
| DT | DT | Helmut Schön        |     |

| 11 | DE | Attila Abonyi  | 45' |
| 13 | DE | Peter Ollerton | 61' |

| 17 | DE | Bernd Hölzenbein | 46' |
| 7  | DF | Herbert Wimmer   | 67' |

| Anotado | 12' | Wolfgang Overath  |
| Anotado | 34' | Bernhard Cullmann |
| Anotado | 53' | Gerd Müller       |

| Amonestado | 56' | Jimmy Mackay |

| Árbitro             | Mahmoud Mustafa Kamel      |
| Árbitros asistentes | Alfonso González Archundia |
| Árbitros asistentes | Edison Pérez Núñez         |

#### Contra Chile
| 22 de junio de 1974, 16:00 | Australia | 0:0     | Chile | Estadio Olímpico de Berlín, Berlín                               |                                                                  |
|                            |           | Reporte |       | Asistencia: 14.681 espectadores Árbitro(s): Jaffar Namdar (Irán) | Asistencia: 14.681 espectadores Árbitro(s): Jaffar Namdar (Irán) |

| 1  | PO | Jack Reilly      |     |
| 2  | DF | Doug Utjesenovic |     |
| 3  | DF | Peter Wilson     |     |
| 4  | DF | Manfred Schäfer  |     |
| 5  | DF | Colin Curran     | 83' |
| 6  | MC | Ray Richards     |     |
| 7  | MC | Jimmy Rooney     |     |
| 8  | MC | Jimmy Mackay     |     |
| 11 | DE | Attila Abonyi    |     |
| 12 | DE | Adrian Alston    | 65' |
| 20 | DE | Branko Buljevic  |     |
| DT | DT | Rale Rasic       |     |

| 1  | PO | Leopoldo Vallejos |     |
| 2  | DF | Rolando García    |     |
| 3  | DF | Alberto Quintano  |     |
| 4  | DF | Antonio Arias     |     |
| 5  | DF | Elías Figueroa    |     |
| 8  | MC | Francisco Valdés  | 57' |
| 10 | MC | Carlos Reinoso    |     |
| 16 | MC | Guillermo Páez    |     |
| 7  | DE | Carlos Caszely    |     |
| 9  | DE | Sergio Ahumada    |     |
| 11 | DE | Leonardo Véliz    | 72' |
| DT | DT | Luis Álamos       |     |

| 13 | DE | Peter Ollerton | 65' |
| 15 | DF | Harry Williams | 83' |

| 17 | MC | Rogelio Farías  | 57' |
| 19 | DE | Guillermo Yávar | 72' |

| Amonestado | 37' | Ray Richards |

| Expulsado | 83' | Ray Richards |

| Árbitro             | Jafar Namdar    |
| Árbitros asistentes | Vital Loraux    |
| Árbitros asistentes | Arie van Gemert |

| 1  | PO | Jack Reilly      |     |
| 2  | DF | Doug Utjesenovic |     |
| 3  | DF | Peter Wilson     |     |
| 4  | DF | Manfred Schäfer  |     |
| 5  | DF | Colin Curran     | 83' |
| 6  | MC | Ray Richards     |     |
| 7  | MC | Jimmy Rooney     |     |
| 8  | MC | Jimmy Mackay     |     |
| 11 | DE | Attila Abonyi    |     |
| 12 | DE | Adrian Alston    | 65' |
| 20 | DE | Branko Buljevic  |     |
| DT | DT | Rale Rasic       |     |

| 1  | PO | Leopoldo Vallejos |     |
| 2  | DF | Rolando García    |     |
| 3  | DF | Alberto Quintano  |     |
| 4  | DF | Antonio Arias     |     |
| 5  | DF | Elías Figueroa    |     |
| 8  | MC | Francisco Valdés  | 57' |
| 10 | MC | Carlos Reinoso    |     |
| 16 | MC | Guillermo Páez    |     |
| 7  | DE | Carlos Caszely    |     |
| 9  | DE | Sergio Ahumada    |     |
| 11 | DE | Leonardo Véliz    | 72' |
| DT | DT | Luis Álamos       |     |

| 13 | DE | Peter Ollerton | 65' |
| 15 | DF | Harry Williams | 83' |

| 17 | MC | Rogelio Farías  | 57' |
| 19 | DE | Guillermo Yávar | 72' |

| Amonestado | 37' | Ray Richards |

| Expulsado | 83' | Ray Richards |

| Árbitro             | Jafar Namdar    |
| Árbitros asistentes | Vital Loraux    |
| Árbitros asistentes | Arie van Gemert |